# Цистиноз
Цистино́з — врождённое метаболическое заболевание из группы лизосомных болезней накопления, характеризующееся аномальным накоплением цистина в цитоплазме клеток организма предопределённое его генетикой.

## Эпидемиология
Встречается примерно в одном случае на 200 000 родившихся; наиболее часто — в Бретани и Франции, где достигает частоты около 1:26 000.

## Наследование
Заболевание возникает из-за мутации гена CTNS, расположенного на коротком плече 17-й хромосомы (локус 17p13.2). Наследуется по аутосомно-рецессивному типу.

## Описание
Цистиноз — редкое генетическое заболевание, при котором в тканях организма формируются кристаллы цистина, отрицательно влияющие на многие системы тела, в особенности почки и глаза. Является наиболее частой причиной возникновения синдрома де Тони — Дебре — Фанкони. Симптомы заболевания — полиурия, полидипсия и лихорадка. Различают три его формы: нефропатическая, промежуточная (ювенильная) и взрослая (доброкачественная).